# Giải phóng quân báo
Giải phóng quân báo (tiếng Trung: 解放军报; bính âm: Jiěfàngjūn Bào) hay gọi tắt là PLA Daily, là tờ báo chính thức của Quân Giải phóng Nhân dân Trung Quốc (PLA) được thành lập vào ngày 1 tháng 1 năm 1956. Về mặt thể chế, tờ Giải phóng quân báo là cơ quan ngôn luận của Quân ủy Trung ương, và với tư cách đó là phát ngôn viên của chính PLA. Đường lối xã luận của nó gần giống với đường lối được tìm thấy trên tờ báo chính thức của Đảng Cộng sản Trung Quốc là Nhân Dân nhật báo.

## Tổng quan
Tờ báo này thường hay đưa tin về các câu chuyện thời sự liên quan đến PLA và các vấn đề quân sự khác, đồng thời đưa tiếng nói của quân đội vào lĩnh vực chính sách công để chủ yếu tiêu thụ trong nước. Tháng 8 năm 2010, một bài xã luận cho rằng chiến lược quân sự của Trung Quốc đã lỗi thời và Trung Quốc phải "dũng cảm học hỏi kinh nghiệm về văn hóa thông tin của quân đội nước ngoài", cùng với việc hiện đại hóa và mua sắm vật tư công khai.
Giải phóng quân báo, trong khi chính thức đóng vai trò là tiếng nói của quân đội, không đi xa khỏi thông điệp của chính Đảng khi nói đến chính sách đối ngoại. Học giả về chiến lược Alastair Iain Johnston viết: "Có một mối tương quan chặt chẽ giữa luận điệu chính sách đối ngoại trong—tiếng nói dân sự của Đảng Cộng sản Trung Quốc—Nhân Dân nhật báo—và tiếng nói quân sự của nó—Giải phóng quân báo".
Sự xuất hiện các sáng kiến chính sách cưng chiều của giới lãnh đạo Trung Quốc trên các trang của Giải phóng quân báo thường được giới học giả coi là biểu hiện sức mạnh của họ trong quân đội. Giới học giả của Viện Nghiên cứu Chiến lược thuộc Trường Đại học Chiến tranh Lục quân Hoa Kỳ trích dẫn vô số lần xuất hiện tuyên truyền liên quan đến "khái niệm phát triển khoa học"—do lãnh đạo Đảng Hồ Cẩm Đào đưa ra—như bằng chứng cho thấy "ảnh hưởng đáng kể của Hồ Cẩm Đào đối với một số lĩnh vực phát triển của PLA kể từ năm 2004".